# Leuctra dispinata
Leuctra dispinata är en bäcksländeart som beskrevs av Boris Ivan Balinsky 1950. Leuctra dispinata ingår i släktet Leuctra och familjen smalbäcksländor. Inga underarter finns listade i Catalogue of Life.